# نهاية العالم وما بعدها

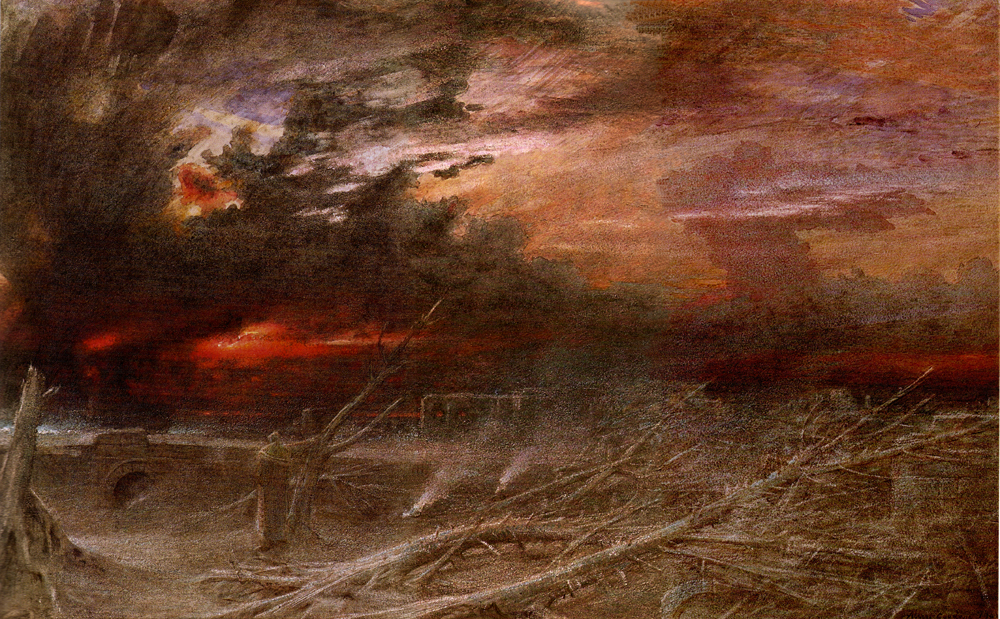
مثال لوحة تصور نهاية العالم للرسام ألبرت جودوين.

أدب نهاية العالم وما بعد نهاية العالم (بالإنجليزية: Apocalyptic and Post-Apocalyptic)‏، ويمكن ترجمته إلى أدب القيامة أو أدب الكارثة وما بعدها، هو فرع من الخيال العلمي يدور حول نهاية الحضارة بسبب وقوع كارثة شديدة مثل حرب نووية أو جائحة أو خطر خارجي أو حكم إلهي أو تغير المناخ أو أي كارثة أخرى. قد يكون الإطار الزمني بعد الكارثة فوراً، ويركز على مشاق الناجين ونفسياتهم، أو في الفترة التالية للكارثة، حيث تكون الحضارة منسية أو تتحول إلى أسطورة، وتختفي التقنية أو تبقى منها أشياء قليلة. وكثيرا ما يتم الخلط بين هذا النوع من الخيال العلمي والنوع المسمى ديستوبيا.
اكتسب هذا النوع من الأعمال الأدبية شعبيةً بعد الحرب العالمية الثانية، عندما أصبح عامة الناس على وعي بإمكانية تدمير العالم بالأسلحة النووية. ولكن أدبيات هذا الصنف ترجع إلى بدايات القرن التاسع عشر على الأقل. إضافة إلى ذلك، فهذا الصنف قد يشتمل على مجموعة من الآداب والاستعارات والتفسيرات تعود لألفيات مضت.

## سابقات قديمة
تحدّثت الأساطير بين مختلف الحضارات عن النبوءات والرؤى المستقبلية، وتحدث بعضها عن نهاية العالم والمجتمع الإنساني. وتصف قصة النبي نوح وسفينته نهاية حضارة فاسدة واستبدالها بعالم جديد. وفي القرون الأولى للميلاد ظهرت أعمال مختلفة تصف فترات الدمار؛ وأشهرها رؤيا يوحنا والذي تكلم كثيرا في نبوءات الدمار، وأدرجت نبوءته في العهد الجديد ونشأت منه كلمة أبوكاليبس وتعني «رفع الغطاء». في أغلب الأحيان تستعمل هذه النبوءات حول السماء والمستقبل لتوضح أحداثا حالية.
ظهرت أعمال الرؤى هذه بشكل أكبر في العصور الوسطى المبكرة. وتتضمن رؤيا ميثوديوس المزيفة (من القرن السابع) مواضيع شاعت في أعمال آخ الزمان المسيحية؛ وهناك كتاب نبوءة الباباوات الذي نسب إلى القديس مالاخي الأيرلندي من القرن الثاني عشر، لكن تاريخه قد يرجع لأواخر القرن السادس عشر. أما عن كتابات الآخرة في الإسلام، والمرتبطة بحكايات الآخرة المسيحية واليهودية، فقد بدأت تظهر من القرن السابع أيضا. كتب الفيلسوف العربي ابن النفيس رسالة فاضل بن ناطق وتكلم عن العلم التجريبي واستعمله لتوضيح أفكار آخر الزمان في الإسلام.

## الأعمال الحديثة

### قبل القرن العشرين
قد تعتبر رواية ماري شيلي للعام 1826 بعنوان الرجل الأخير أول عمل عن أدب ما بعد النهاية في الأدب الإنجليزي الحديث، وهي قصة عن رجل يعيش في عالم مستقبلي اختفى منه البشر بسبب الأوبئة. ولكن تسبقها قصيدة نثرية ملحمية للشاعر الفرنسي جان بابتيست كوزان دي غرانفيل بعنوان الرجل الأخير (بالفرنسية: Le Dernier Homme)‏ عام 1805، والتي تعتبر أحيانا أول عمل حديث عن أدب نهاية العالم. نشر العمل بعد موته عام 1805، وهو يتبع بطل الحكاية أوميغاروس، وهو يعيد رواية سفر الوحي ويستعير من حكاية آدم وحواء. خلافا لأعمال نهاية العالم الأخرى التي تحذر من الكارثة أو تصف البقاء، فإنها ترى الكارثة عنصرا ضروريا في إعادة بعث أرواح البشر.
قصة إدغار ألان بو القصيرة «محادثة إيروس وكارميون» (1839) تتبع حوارا بين روحين في العالم الآخر تتناقشان حول دمار العالم بسبب مذنب أزال النتروجين من جو الأرض وترك الأوكسجين فقط، فتحول العالم إلى جحيم.
قد توصف رواية ريتشارد جيفريز بعنوان «بعد لندن» للعام 1885 بأنها «قصة أصيلة لفرع ما بعد النهاية»؛ حيث تخلو إنجلترا من سكانها بسبب كارثة مفاجئة وغير محددة، ويعود الريف إلى الطبيعة، ويبدأ الناجون القلة بعيش حياة تشبه القرون الوسطى. تتضمن الفصول الأولى فقط وصفا للطبيعة التي تعود إلى إنجلترا: فالحقول تغزوها الغابات، والحيوانات الأليفة تصبح برية، والطرق والبلدات تكسوها النباتات، أما لندن فتصبح بحيرة ومستنقع سام. بقية القصة عبارة عن مغامرة بسيطة تجري بعد سنوات عديدة وسط الطبيعة والمجتمع البري؛ لكن الفصول الافتتاحية كانت مثلا للعديد من قصص الخيال العلمي اللاحقة.
اشتهرت روايتان من أعمال ويلز في هذا المجال. تروي رواية «آلة الزمن» عام 1895 رحلة البطل إلى العام 802701 ميلادي، حيث يرى انهيار الحضارة وانقسام البشرية على قسمين، أحدهما طيّب والآخر متوحش. وتصوّر رواية «حرب العوالم» عام 1898 هربرت جورج ويلز، احتلال عالم الأرض من قبل سكان كوكب المريخ. وفيها يقوم المريخيون بتدمير إنجلترا الفكتورية بشكل منظم وبأسلحة متقدمة ويقودون مركبات فضائية لا تهزم. تم اقتباسها على الراديو من قبل أورسون ويلز في برنامجه مسرح ميركوري، فأصبحت إحدى أشهر أعمال نهاية العالم.

### في القرن العشرين وما بعده

#### كارثة نووية
شهدت فترة الحرب الباردة اهتماما متزايدا بهذا الصنف، فوقتها أصبح تهديد الحرب النووية حقيقيا. وكذلك فغالبا ما يتم الربط بين هذه القصص مع قصص الحرب العالمية الثالثة (والتي قد تستعمل فيها أسلحة نووية أو لا تستعمل).
نشر بول بريانز كتاب «محارق نووية: الحرب الذرية في الخيال»، وهو دراسة تفحص الحرب الذرية في قصص قصيرة وروايات وأفلام بين أعوام 1895 و1984. وبما أن هذا النوع من الدمار لم يعد خياليا، فإن بعض الأعمال الجديدة، مثل المستوى 7 بقلم مورديكاي روشوالد، وعلى الشاطئ بقلم نيفيل شوت والويل يا بابل بقلم بات فرانك، وأغنية البجع بقلم روبرت ماكامون، فإنها تتجنب العلوم والتقنيات الخيالية التي تميز الخيال العلمي بشكل عام. وتتضمن الأخريات عناصر أخرى، مثل المتحولين أو غزو الفضائيين أو الأسلحة المستقبلية الغريبة مثل رواية أرض الموت بقلم جيمس أكسلر. وفي عمل مؤثر في هذا الصنف كتب والتر ميلر الابن قصة نشيد إلى لايبوفيتز (1959)، وفيه تظهر كنيسة متجددة (كاثوليكية أو أخرى)، ومجتمع من القرون الوسطى، وإعادة اكتشاف المعرفة لعالم ما قبل المحرقة. وفي كتاب ريدلي ووكر بقلم راسل هوبان (1980) به مواضيع دينية أو باطنية أيضا. وكذلك فمختارات أورسون سكوت كارد الأدبية عن هذا الصنف بعنوان «قوم الحافة» يتعامل مع أمريكا بعد حرب نووية.
طبقا لبعض العلماء النظريين، فإن الهجوم النووي على هيروشيما وناجازاكي في ماضيه الحديث قد أثر على الثقافة الشعبية اليابانية وألهمهم بالعديد من المواضيع حول نهاية العالم. العديد من قصص المانغا والأنمي اليابانية تمتلئ بصور عن ما بعد النهاية. في عام 1954، أنتج فيلم غوجيرا (وتم إصداره في الخارج باسم غودزيلا) وهو صور وحشا كنظير للأسلحة النووية، وهو شيء واجهته اليابان مباشرة.
- أصدر كورماك مكارثي الفائز بجائزة بوليتزر رواية الطريق (2006) وهي عمل حديث عما بعد النهاية، وحول إلى فيلم من إنتاج لمخرج جون هيلكوت وبطولة فيغو مورتنسن وكودي سميت مكفي. أما الحدث الذي دمر العالم لم يوضح في النص.
- كتب وليام جونستون سلسلة طويلة من القصص على مدى عشرين سنة (35 كتابا كلها تحتوي كلمة «رماد» في العنوان) حول أثر الحرب النووية والبيولوجية على العالم.
- أنتجت محطة سي بي إس المسلسل التلفزيوني جيريكو في أعوام 2006-2008، التي تركز على بلدة بقت بعد دمار 23 مدينة أمريكية بسبب الأسلحة النووية.
- تركز سلسلة ألعاب الفيديو فول أوت على عالم بعد حرب نووية هائلة حطمت أغلب القوى العظمى في عام 2077. وتستند اللعبة عادة حول «السراديب»، وهي مخابئ آمنة تحت الأرض للبقاء، واستكشاف الأرض المقفرة في الخارج، في مواقع مثل كاليفورنيا أو واشنطن العاصمة.
- تروي قصة المد الهائل (1973) بقلم ألكسندر كي أحوال العالم بعد حرب عالمية ثالثة. الأسلحة المستخدمة لم تكن نووية، بل كانت مغناطيسية ومزقت ووأغرقت القارات. تم اقتباس هذه الرواية في مسلسل الأنمي مغامرات عدنان.
- تقع أحداث القصص المصورة «القاضي دريد» في الولايات المتحدة عام 2070، حيث يرتكز البشر في مدن عملاقة بعد أن دمرت القنابل النووية معظم الأرض.

#### الوباء
الحكايات عن الأوبئة التي تهدد البشرية موجودة في التاريخ، وأبرز مثال هو الموت الأسود وأوبئة الإنفلونزا. والقصص بشكل عام تحكي إما عن انتشار مرض غير معروف في الماضي أو عن الأحداث التي تعقب تفشيه، وقد يأتي المرض إما من جراثيم متحورة أو متطورة من مرض معروف، أو من جراثيم أنشأها العلماء (عمدا أو عن طريق الخطأ)، ولكن لا يتم تفسير منشأ المرض بشكل عام.
- السحابة الأرجوانية بقلم ماثيو فيبس شيل نشرت في عام 1901، وفيها مات أغلب البشر بسبب غيمة سامة.
- في رواية الطاعون القرمزي يقلم جاك لندن، ونشرت في عام 1912، تدور أحداثها في سان فرانسيسكو في سنة 2072, بعد 60 سنة من حدوث وباء أباد سكان الكوكب.
- الأرض تصمد بقلم جورج ستيوارت (1949)، تتعامل مع رجل واحد يجد أن أغلب الحضارة قد دمرت بوباء. وتبدأ جالية صغيرة تتشكل حوله في كفاحهم من أجل بدء حضارة جديدة وليحفظوا المعرفة والعلم.
- الباقون هي سلسلة تلفزيونية من إنتاج بي بي سي في السبعينات، وأعيد إنتاجه مؤخرا في عام 2008. ركزت السلسلة على مجموعة من البريطانيين بقيت على قيد الحياة البريطانيين إثر فيروس مهندس جينيا قتل 99.9 % من سكان العالم. وركزت السلسلة الأولى على التأثيرات اللاحقة والفورية للوباء، بينما ركزت السلسلة الثانية والثالثة على محاولات الناجين لبناء مدن واتصالها بالمجموعات الأخرى.
- في 1978، نشر ستيفن كينغ رواية الموقف، وتتبع رحلة طويلة لعدد صغير من الناجين من وباء إنفلونزا أنهى العالم. ولكن قيل أن هذه الرواية تأثرت برواية الأرض تصمد عام 1949، وإن رواية كينغ تتضمن العديد من العناصر الخارقة للطبيعة وتصنف عموما ضمن أدب الرعب.
- كتب البرتغالي جوزيه ساراماجو الفائز بجائزة نوبل قصة عمى في عام 1995. ويخبر قصة مدينة أو بلاد أتى فيها وباء جماعي يسبب العمى ويدمر النسيج الاجتماعي. وتم تحويلها إلى فيلم عام في 2008.
- أونيكس وكريك بقلم مارغريت آتوود هي مثال قصص الديستوبيا لما بعد النهاية.[8] والقصة تدور حول فيروس معدل جينيا يبيد كامل السكان ما عدا البطل ومجموعة صغيرة من البشر تم تعديلهم جينيا. وتصور الأحداث السابقة عالما تسيطر عليه شركات المواد الحيوية وتوضح الأحداث التي أدت إلى النهاية. هذه القصة تبعتها قصة سنة الفيضان. كذلك فهناك قصة أخرى لأتوود بعنوان فري فور أول تتعامل مع مجتمع شمولي يحاول إيقاف انتشار الأمراض المنقولة جنسيا.
- كتب ريتشارد ماثيسون قصة أنا أسطورة وتحكي حياة روبرت نيفيل، وهو الناجي الوحيد الذي لم يتأثر بوباء عالمي حول سكان العالم إلى مصاصي دماء شبيهين بالزومبي. وأنتجت الرواية في ثلاثة أفلام.
- أصدرت سلسلة القصص المصورة «الموتى السائرون» منذ عام 2003، في عمل مشترك بين روبرت كيركمان وطوني مور وتشارلي أدلارد، وما زالت مستمرة حتى عام 2018، واقتبس عنها مسلسل تلفزيوني. يذكر المسلسل أن البشر تحولوا إلى زومبي بسبب فيروس. اعتمدت أفلام أخرى من تلك الفترة على هذه الفكرة، مثل بعد 28 يوما (2002) وتتمته بعد 28 أسبوعا (2007) وفيلم زومبيلاند (2009) وفيلم الحرب العالمية ز (2013)، وكذلك الألعاب مثل ليفت فور ديد.
- تدور أحداث رواية «المحطة 11» (2014) بقلم إميلي سانت جون ماندل، في منطقة البحيرات العظمى بعد وباء إنفلونزا شديد يقتل معظم العالم. فازت الرواية بجائزة آرثر سي كلارك في مايو 2015.[9]
- كتب محمد كامل الجهلاوي في كتابه المليار الذهبي الهالكون والناجون (2016) أن سيناريوهات النهاية أو الفناء الذي قد تتعرض له البشرية ليس بالضرورة أن يكون ناتج عما نسميه بنظرية المؤامرة من خلال حروب نووية أو كيميائية ورجح أن تكون النهاية ليس كما هو متوقع مثل إبادة كاملة للجنس البشري بل ستكون هناك فئات مستثناة لأسباب ذكرها في كتابه والبقاء هنا ليس لأسباب وجود نخبة محصنة أو انتخاب طبيعي يحمي تلك الفئة من تلك الكارثة بل لاجتهادات متمثلة بعدم التعرض لفترة لذلك الوباء الفيروسي الذي يتفشى على وجه الكوكب.

#### فشل التقنيات الحديثة
- في رواية إي. إم. فورستر «الآلة تتوقف» للعام 1910، فإن البشرية أجبرت على العيش تحت الأرض بسبب ظروف العيش القاسية على سطح الأرض وأصبحوا معتمدين كليا الآلة، وهي كيان ميكانيكي استأصل حرية الإرادة وأرضى كل نزوات البشرية.
- في رواية تخريب للعام 1943 بقلم رينيه بارجافيل، والتي كتبها ونشرها أثناء الاحتلال الألماني لفرنسا، تتهدم فرنسا المستقبلية بسبب الانقطاع المفاجئ للكهرباء، مما يسبب الفوضى والأمراض والمجاعة مع فرقة صغيرة من الناجين تكافح بيأس من أجل البقاء.
- بعد نصف قرن، وضع ستيفن مايكل ستيرلنغ فكرة مماثلة في عام 2004 في رواية النار تموت، حيث يحدث «تغيير» عالمي غامض ومفاجئ يغير قوانين الفيزياء حتى أن الكهرباء والبارود وأغلب أشكال التقنية ذات الكثافة عالية الطاقة لن تعمل. تنهار بعدها الحضارة، وتناضل مجموعتان متنافستان لإعادة ابتكار تقنيات ومهارات العصور الوسطى، وكذلك التفوق في السحر.
- قصة هارلان إليسون القصيرة «ليس لي فم ويجب أن أصرخ»، نشرت في عام 1967، وتقع أحداثها بعد الحرب الباردة، حيث يوجد حاسوب عملاق يدعى أيه إم يصبح واعيا ويدمر كل البشرية إلا خمسة بشر. استغلت أعمال أخرى فكرة الآلة الواعية التي تدمر الأرض، مثل سلسلة أفلام المبيد وماتريكس.

#### الخطر من الفضاء الخارجي
معظم قصص تدور حول سيناريوهين: جرم سماوي يهدد الحياة على الأرض عندما يتحطم، وكثير من هذه القصص مستوحاة من الاصطدام الذي أباد الديناصورات قبل 65 مليون سنة؛ أو غزاة من الفضاء الخارجي يهاجمون الأرض لاستعباد شعبها أو إبادته، ويتم تصوير معظم هؤلاء الغزاة على أنهم من حضارة متقدمة في المجال العلمي أو العسكري. وهناك سيناريو آخر ينطوي على تغييرات في الشمس. اعتمدت أفلام الدرجة الثانية في هوليود على فكرة الغزو الفضائي منذ الخمسينات.
- في رواية عندما تصطدم العوالم بقلم فيليب وايلي وإدوين بالمر التي نشرت عام 1933، فإن الأرض تدمر بكوكب الخطر برونسون ألفا. يهرب بضعة من الناس على سفينة فضائية. في التكملة، «بعد أن تصطدم العوالم»، يبدأ الناجون حياة جديدة على رفيق الكوكب المدعو برونسون بيتا، التي أخذ المدار الذي شغلته الأرض سابقا.
- مطرقة لوسيفر بقلم جيري بورنيل ولاري نيفن (1977) حول مذنب يضرب الأرض، وتكافح مجموعات مختلفة من الناس للنجاة من لواحق الكارثة في جنوب كاليفورنيا.
- السماوات المتساقطة من إنتاج روبرت رودات وستيفن سبيلبرغ (2011) هو برنامج تلفزيوني يتبع قصة مقاومة تحارب للبقاء بعد أن يحطم الأغراب من الفضاء الخارجي الأرض ويحاولون السيطرة عليها. قوة المقاومة في القصة ترتكز في قاعدة عملياتها في ماساتشوستس.
- في عام 1997 أنتج مسلسل Asteroid ويروي جهود الحكومة الأمريكية في دفع خطر كويكب يهدد الأرض، وفي السنة التالية، تنافس فيلمان في شباك التذاكر على هذه الفكرة، هما فيلم Deep Impact حيث تواجه الأرض مذنبا، وفيلم Armageddon حيث تواجه الأرض كويكبا.

#### الكارثة المريحة
«الكارثة المريحة» cosy catastrophe هو اسم أطلق على فرع من هذا الأدب كان سائدا جدا بعد الحرب العالمية الثانية بين كتاب الخيال العلمي البريطانيين. حيث تحدث كارثة تنتهي فيها الحضارة ويموت كل الناس ماعدا الأبطال الرئيسيين، الذين ينجون دون أن يصيبهم أذى ويتحررون من قيود الحضارة. هذا التعبير سكه برايان ألديس في كتابه «موجة من بليون سنة: تاريخ الخيال العلمي» (1973). كان ألديس يوجه ملاحظاته إلى المؤلف الإنجليزي جون ويندهام، خصوصا روايته «يوم التريفيد»، والتي استطاع أبطالها التمتع نجاتهم ودون مشقة أو خطر رغم تهاوي المجتمع من حولهم.

#### ما بعد النفط
- تقع أحداث فيلم ماكس المجنون (1979) في عالم مستقبلي ينضب فيه النفط، فينهار القانون والنظام وتعجز قوات الأمن عن مواجهة عصابات الدراجين.
- كتب جيمس هوارد كونستلر رواية «عالم صنع باليد» ويتخيل الحياة في شمال ولاية نيويورك بعد هبوط موارد النفط العالمية وما عقبها من خراب على الاقتصاد الأمريكي ويجبر الناس والمجتمع على التكيف في حياتهم اليومية بدون نفط رخيص.
- يقدم الروائي الكندي دوغلاس كوبلاند، في كتابه اللاعب رقم واحد (2010) أربعة أفراد يلجؤون إلى حانة مطار في تورنتو بينما تحدث في الخارج سلسلة من الأحداث الكارثية.
- تروي قصة «النور الأخير» وتكملتها «ما بعد النور» بقلم أليكس سكارو سقوط الحضارة البريطانية بعد حرب في الشرق الأوسط تستزف أغلبية موارد الأرض من النفط.
- تروي القصة التوضيحية لسلسلة ألعاب فول آوت عن قيام عدة حروب إقليمية حول النفط في العام 2050، وكيف أن تحولت إلى حرب عالمية، ثم تبعتها حرب نووية عام 2077.

## وصلات خارجية
- Sub-Genre Spotlight: Post-Apocalyptic Science Fiction – نظرة شاملة حول الصنف الأدبي في إنترنت ريفيو أوف ساينس فيكشن
- Quiet Earth – موقع مخصص لوسائط الإعلام المرئية والمسموعة ما بعد نهاية العالم